# Szin, Borsod-Abaúj-Zemplén
Szin este un sat în districtul Edelény, județul Borsod-Abaúj-Zemplén, Ungaria, având o populație de 818 locuitori (2011). 

## Demografie
Componența etnică a satului Szin
     Maghiari (71,43%)
     Romi (28,57%)
Componența confesională a satului Szin
     Romano-catolici (39,85%)
     Reformați (23,84%)
     Fără religie (23,72%)
     Necunoscută (12,1%)
     Greco-catolici (0,49%)
     Alte religii (3,18%)
Conform recensământului din 2011, satul Szin avea 818 locuitori. Din punct de vedere etnic, majoritatea locuitorilor (71,43%) erau maghiari, cu o minoritate de romi (28,57%). Nu există o religie majoritară, locuitorii fiind romano-catolici (39,85%), reformați (23,84%) și persoane fără religie (23,72%). Pentru 12,1% din locuitori nu este cunoscută apartenența confesională.